# Junta de Villalba de Losa
Junta de Villalba de Losa es un municipio español, situado en la comarca de Las Merindades, en la provincia de Burgos, comunidad autónoma de Castilla y León. 

## Geografía
Tiene un área de 45,96 km².
La localidad de Villota, hoy despoblada, está situada 11,5 km al oeste y queda enclavada en el municipio vecino de Valle de Losa, junto a las localidades de Baró, Villacián y Teza y Orduña.
Se encuentra en la vertiente mediterránea de la provincia, bañada por el río Húmedo al sur de la sierra de Salvada y junto al Monumento Natural del Monte Santiago.
Linda con los siguientes municipios:
- Norte: Ayala, en la provincia de Álava y el enclave de Orduña (Vizcaya).
- Sur: Valle de Valdegovía
- Este: Berberana y Valle de Arrastaria, Amurrio (Álava).
- Oeste: Valle de Losa, donde se encuentra enclavado Villota.

### Recursos forestales
Monte El Pinar (448 del C.U.P.)

### Núcleos de población
El municipio comprende cinco localidades.
| Entidad Local Menor | Localidad        | Población 2006 |
| ------------------- | ---------------- | -------------- |
| Villalba de Losa    | Villalba de Losa | 93             |
|                     | Mijala           | 22             |
|                     | Murita           | 12             |
|                     | Villota          | 0              |
|                     | Zaballa          | 12             |

## Historia
Fue una de las siete Juntas que formaban la antigua Merindad de Losa, la única que en el Antiguo Régimen estaba sometida a señorío secular ejercido por el duque de Frías, quien nombraba a sus regidores pedáneos. En tiempos, la jurisdicción de la Junta de Villalba de Losa pertenecía al Partido de Castilla la Vieja en Burgos, uno de los catorce que formaban la división administrativa de la Intendencia de Burgos durante el periodo comprendido entre 1785 y 1833, tal como se recoge en el Censo de Floridablanca de 1787. En ese momento la Junta comprendía la villa de Villalba y los siguientes ocho lugares:
- Barriga, hoy perteneciente a Valle de Losa.
- Lastras de Teza, hoy perteneciente a Valle de Losa.
- Mijala.
- Murita.
- Teza, hoy perteneciente a Valle de Losa.
- Villacián, hoy perteneciente a Valle de Losa.
- Villota.
- Zaballa.

El 9 de marzo de 1981, el municipio de Junta de Villalba de Losa segrega parte de su territorio, Barriga de Losa, Lastras de Teza, Teza de Losa y Villacián de Losa, que se incorpora al municipio de Valle de Losa.

## Demografía
Junta de Villalba de Losa cuenta con una población de 77 habitantes (INE 2024).
| Gráfica de evolución demográfica de Junta de Villalba de Losa entre 1842 y 2021                                     |
| |
| Población de derecho según los censos de población del INE Población de hecho según los censos de población del INE |

En 1843 pertenecía al partido de Villarcayo y contaba con 549 habitantes, estando formado por las mismas localidades que en el Censo de Floridablanca de 1787. 
| 1991 |  | 1996 |  | 2001 |  | 2004 |  | 2006 |  | 2007 |
| ---- |  | ---- |  | ---- |  | ---- |  | ---- |  | ---- |
| 109  |  | 97   |  | 102  |  | 115  |  | 139  |  | 127  |

## Hermandades
- Santa Fe (Capital) (Argentina)